# 六滧港
六滧港（原名六滧竖港，滧：yáo）是上海市崇明县东部的一条河流，该河自长江口南水道南六滧港水闸起，经向化镇，在北六滧港水闸流入长江口北水道，全长约12.6公里。该河枯水期时航道水深1到2米，可供50至80吨级的船舶航行。六滧港原位于大港东面1.5公里处，北止于赵公堤，1933年民国政府曾疏浚此河。1958年在该港南口修建了水闸，并在原港新开2.5公里至向化的河段，再向沿原港疏浚拓宽，交北横引河于二堡镇后折向西接茅家港，工程全长12.6公里，河道底部最宽处10米，最窄处5米，海拔在1.5米上下。1978年又疏浚拓宽南横引河至向化五大队长4公里的河段，河底拓宽至15米，坡比1∶3。次年据崇明县规划，新开六滧港南段，并直线向北挖掘，共新开河道5.77公里。北六滧港水闸在1980年建成后，新建的2.18公里河道与原河道相接，贯穿崇明岛南北。